# Волкова, Людмила Валериевна
Людмила Валериевна Волкова (24 декабря 1940 — 4 июля 2016) — российский учёный в области физики мюонов космических лучей и атмосферных нейтрино, доктор физико-математических наук.
Окончила физический факультет МГУ (1964). Стажёр-исследователь в лаборатории нейтрино (1964—1966), младший научный сотрудник (1966—1971) Физического института АН СССР.
С 1971 года работала в Институте ядерных исследований АН СССР (РАН), куда была переведена лаборатория нейтрино: младший, старший научный сотрудник, с 2003 ведущий научный сотрудник Отдела лептонов высоких энергий и нейтринной астрофизики (ОЛВЭНА).
Вместе со своим учителем академиком Г. Т. Зацепиным определила значения сечения нейтрино-нуклонного взаимодействия при энергиях до 100 ГэВ, которые позже были подтверждены экспериментами на ускорителях.
Одна из основательниц нового научного направления — нейтринной геоскопии.
Автор научных исследований по генерации чарма при высоких энергиях.
Доктор физико-математических наук (1991), диссертация:
- Атмосферные нейтрино и нейтрино от ускорителей в физике космических лучей и нейтринной геоскопии : диссертация … доктора физико-математических наук : 01.04.16 / АН СССР. Ин-т ядер. исслед. — Москва, 1990. — 240 с. : ил.

Награждена медалью «В память 850-летия Москвы»(1997). Решением Ученого Совета ИЯИ РАН от 3 ноября 2005 года за многолетнюю плодотворную деятельность на благо Института внесена в Книгу Почёта ИЯИ РАН.
Международные конференции:
- 15th International Cosmic Ray Conference, Plovdiv, 13-26 August, 1977. Cosmic Ray Muon Charge Ratio at Sea Level and Charge. 1. Composition of Primary Cosmic Rays. L. V. Volkova, G. T. Zatsepln and L. A. Kuz’mitchev.
- 22 октября 1999 года. Л. В. Волкова (ИЯИ РАН) «26-я Международная конференция по космическим лучам. Salt Lake City (USA), (Атмосферные мюоны и нейтрино космических лучей)»
- Международный семинар «Проблемы физики космических лучей и нейтринной астрофизики» (28-29.05.2007): автор доклада «Атмосферные нейтрино. Нейтринная томография Земли».

## Избранные публикации
- Л. В. Волкова. Расчет потоков и угловых распределений атмосферных мюонов высокой энергии на уровне моря. Препринт ФИАН СССР № 72, М., 1969, 43 с.
- Спектр мюонов на уровне моря — спектр нуклонов космического излучения. Волкова Л. В., Зацепин Г. Т., Кузьмичев Л. А. в журнале Ядерная физика, издательство ФГБУ "Издательство «Наука» (Москва), 1979, том 29, с. 1252—1264
- Мюоны космических лучей при сверхвысоких энергиях. Ядерная физика. Т.74, № 2. 2011. стр. 336—341.
- Л. В. Волкова, Г. Т. Зацепин. Прохождение нейтрино через Землю. Изв. АН СССР, сер. физ. 1974, 38, 1064.
- Л. В. Волкова, Г. Т. Зацепин. Положительный избыток мюонов космических лучей при высоких энергиях. ЯФ 71, 1812, 2008.
- О потоках мюонов космических лучей при высоких и сверхвысоких энергиях [Текст] / Л. В. Волкова // Известия РАН. Серия физическая. — 2007. — Т. 71, N 4. — С. 577—579.
- L. V. Volkova. Cosmic-ray muons at ultrahigh energies. February 2011 Physics of Atomic Nuclei 74(2):318-323 DOI:10.1134/S1063778811020207